# Alojzy Moskal
Alojzy Moskal (* 7. September 1969) ist ein ehemaliger polnischer Skispringer.

## Werdegang
Moskal gab am 28. Dezember 1989 im Rahmen der Vierschanzentournee 1989/90 sein Debüt im Skisprung-Weltcup. Jedoch blieb er über die gesamte Tournee ohne Punkteerfolg und beendete diese mit nur 154 Punkten auf Rang 87 der Tournee-Gesamtwertung. Im Januar 1990 erreichte er mit Rang 42 in Zakopane sein bestes Saisonresultat.
Bei der Nordischen Skiweltmeisterschaft 1991 im Val di Fiemme startete Moskal in beiden Einzeldisziplinen. Von der Normalschanze landete er auf Rang 57, wenige Tage nachdem er von der Großschanze Rang 47 erreichte. Bei den Polnischen Meisterschaften 1991 in Szczyrk gewann er hinter Jan Kowal und Bogdan Papierz die Bronzemedaille im Einzel.
Nachdem Moskal auch in der Saison 1991/92 keine Weltcup-Punkte gewonnen hatte, beendete er seine aktive Skisprungkarriere.

## Erfolge

### Vierschanzentournee-Platzierungen
| Saison  | Platz | Punkte |
| ------- | ----- | ------ |
| 1989/90 | 87.   | 154,0  |